# Remo nos Jogos Pan-Americanos de 2019 - Dois sem masculino
A competição do dois sem masculino foi um dos eventos do remo nos Jogos Pan-Americanos de 2019. Foi disputada no Albufera Medio Mundo em Huacho nos dias 7 e 9 de agosto.

## Calendário
Horário local (UTC-5).
| Data        | Horário | Fase          |
| ----------- | ------- | ------------- |
| 7 de agosto | 9:30    | Eliminatórias |
| 9 de agosto | 9:40    | Final         |

## Medalhistas
| Ouro   | CHI Ignacio Abraham e Christopher Kalleg |
| Prata  | BRA Pau Vela e Xavier Vela               |
| Bronze | ARG Agustín Diaz e Axel Haack            |

## Resultados

### Eliminatórias
| Pos. | Remador                            | Nacionalidade      | Tempo   | Notas |
| ---- | ---------------------------------- | ------------------ | ------- | ----- |
| 1    | Ignacio Abraham Christopher Kalleg | CHI Chile          | 6:44.72 | F     |
| 2    | Pau Vela Xavier Vela               | BRA Brasil         | 6:48.46 | F     |
| 3    | Juan Flores Alberto Arriaga        | MEX México         | 6:52.55 | F     |
| 4    | Agustín Díaz Axel Haack            | ARG Argentina      | 7:13.47 | F     |
| 5    | Logan Smith James Garay            | USA Estados Unidos | 7:40.13 | F     |
| 6    | Carlos Ajete Jesús Rodríguez       | CUB Cuba           | 7:55.03 | F     |

### Final
| Pos.              | Remador                            | Nacionalidade      | Tempo   | Notas |
| ----------------- | ---------------------------------- | ------------------ | ------- | ----- |
| Medalha de ouro   | Ignacio Abraham Christopher Kalleg | CHI Chile          | 6:33.70 |       |
| Medalha de prata  | Pau Vela Xavier Vela               | BRA Brasil         | 6:34.38 |       |
| Medalha de bronze | Agustín Díaz Axel Haack            | ARG Argentina      | 6:38.27 |       |
| 4                 | Carlos Ajete Jesús Rodríguez       | CUB Cuba           | 6:43.08 |       |
| 5                 | Juan Flores Alberto Arriaga        | MEX México         | 6:52.67 |       |
| 6                 | Logan Smith James Garay            | USA Estados Unidos | 6:59.37 |       |